# Джак Кърби
Джейкъб Кърцбърг, известен с псевдонима си Джак Кърби (на английски: Jack Kirby; 28 август 1917 г. – 6 февруари 1994 г.) е американски художник, писател и редактор на комикси.
Израствайки в бедно еврейско семейство в Манхатан, Кърцбърг се включва в зараждащата се комиксова индустрия през 1930-те години. Рисува редица комикси под различни псевдоними, като най-накрая се спира на Джак Кърби. През 1941 г. Кърби и писателят Джо Саймън създават супергероя Капитан Америка за „Таймли Комикс“. През 1940-те години създава поредица от комикси за разни издатели, често партнирайки си със Саймън.